# Nadleśnictwo Brynek

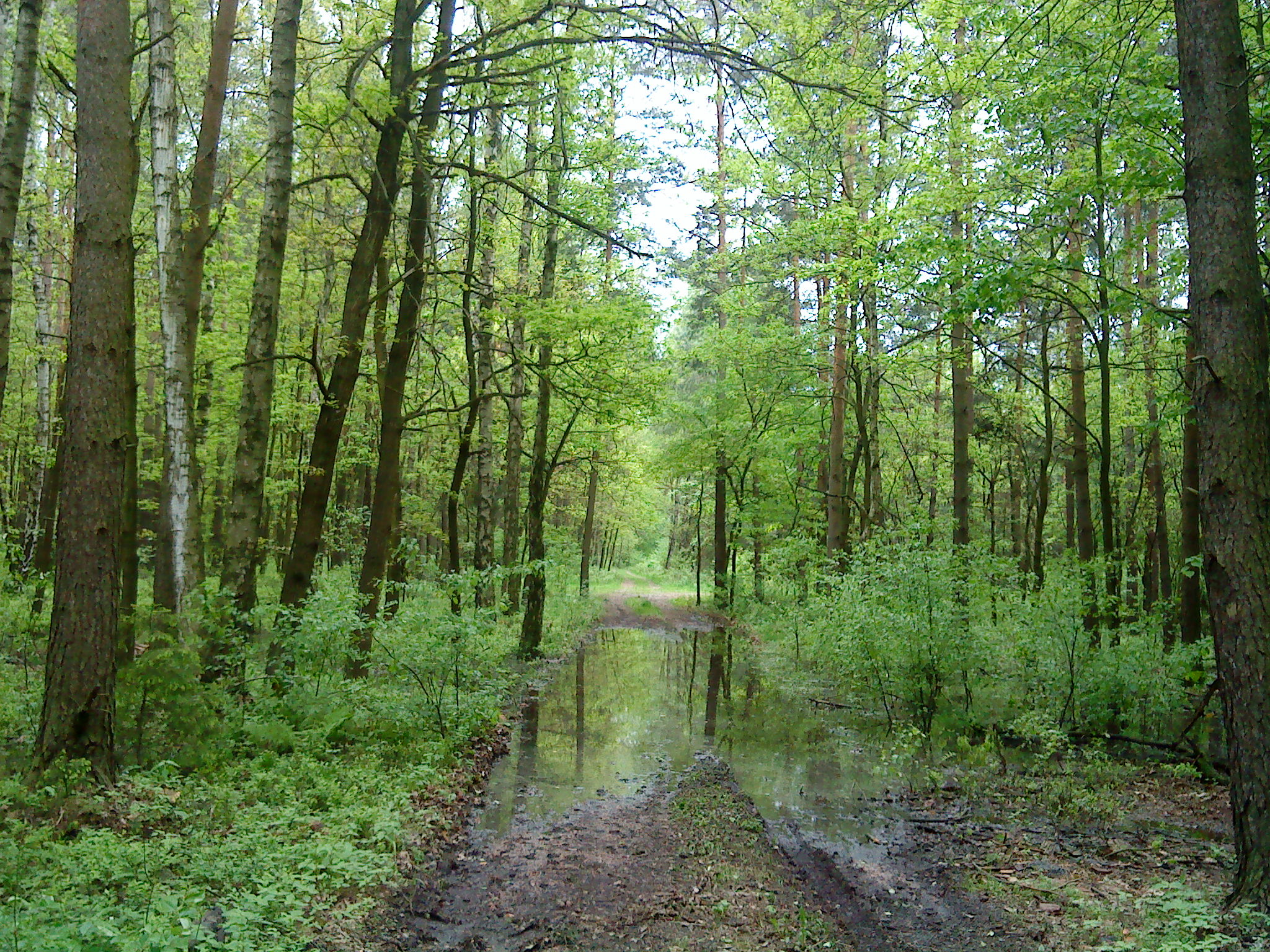
Las w okolicy Brynka

Nadleśnictwo Brynek – jednostka organizacyjna Lasów Państwowych podległa Regionalnej Dyrekcji Lasów Państwowych w Katowicach, której siedziba mieści się w miejscowości Brynek.
Nadleśnictwo Brynek powstało w roku 1972 jako nadleśnictwo szkolne dla istniejącego w Brynku Technikum Leśnego, wcześniej lasy wchodzące w jego skład należały do nadleśnictw: Tworóg i Brynek oraz częściowo do nadleśnictwa Świerklniec.
Obszar zarządzany przez nadleśnictwo Brynek wynosi 16 193,46 ha
W skład nadleśnictwa wchodzi 14 leśnictw w trzech obrębach: Tworóg, Brynek, Wieszowa:
- Leśnictwo Bezchlebie
- Leśnictwo Górniki
- Leśnictwo Koty
- Leśnictwo Księży Las
- Leśnictwo Łabędy
- Leśnictwo Łowieckie
- Leśnictwo Nowa Wieś
- Leśnictwo Pniowiec
- Leśnictwo Potępa
- Leśnictwo Stolarzowice
- Leśnictwo Strzybnica
- Leśnictwo Szkółka Brzeźnica
- Leśnictwo Tworóg
- Leśnictwo Świniowice

Nadleśnictwo w ramach edukacji prowadzi konkurs przyrodniczo leśny dla szkół podstawowych i gimnazjalnych. Na jego obszarze znajduje się częściowy Rezerwat przyrody Segiet